# Leptoglanis
Leptoglanis és un gènere de peixos pertanyent a la família dels amfílids i a l'ordre dels siluriformes.

## Etimologia
Leptoglanis deriva dels mots grecs leptos (prim) i glanis (pex gat).

## Descripció
És, en diversos aspectes, el gènere més modificat de Leptoglaninae i presenta caràcters únics dintre dels amfílids: mandíbula inferior sense dents i excepcionalment allargada. Radis de les aletes pelvianes i pectorals força flexibles a causa d'una excessiva ramificació. Caixa del crani excepcionalment curta. Arcs branquials i faringe amb nombroses estructures carnoses i suaus en forma de dits. Dents còniques i esveltes. Vèrtebres 20-23+17-19=38-41.

## Alimentació
Es nodreixen d'organismes que viuen a la sorra.

## Hàbitat i distribució geogràfica
Són peixos d'aigua dolça, demersals i de clima tropical, els quals viuen a Àfrica: és un endemisme de la conca del riu Congo, incloent-hi el llac Pool Malebo, el riu Aruwimi, les cascades Boyoma i el riu Ubangui a la República Democràtica del Congo i la República Centreafricana.

## Cladograma
| Leptoglanis (Boulenger, 1902) | \| \| Leptoglanis bouilloni (Poll, 1959)[18] \| \| \| \| \| \| Leptoglanis xenognathus (Boulenger, 1902)[17][19][20] \| \| \| \| |
|                               | \| \| Leptoglanis bouilloni (Poll, 1959)[18] \| \| \| \| \| \| Leptoglanis xenognathus (Boulenger, 1902)[17][19][20] \| \| \| \| |
|                               | Dolichamphilius |
|                               | |
|                               | Psammphiletria |
|                               | |
|                               | Tetracamphilius |
|                               | |
|                               | Zaireichthys |
|                               | |
|                               | Leptoglanis bouilloni (Poll, 1959)                                                                                               |
|                               | |
|                               | Leptoglanis xenognathus (Boulenger, 1902)                                                                                        |
|                               | |

|  | Leptoglanis bouilloni (Poll, 1959)        |
|  |                                           |
|  | Leptoglanis xenognathus (Boulenger, 1902) |
|  |                                           |

## Estat de conservació
Tant Leptoglanis bouilloni com Leptoglanis xenognathus apareixen a la Llista Vermella de la UICN a causa de la urbanització del llac Pool Malebo, la pesca (fins i tot, amb verí) per al consum humà, les aigües residuals, les extraccions mineres (diamants i or a la conca del riu Ubangui a la República Centreafricana), la desforestació, les pràctiques agrícoles, la contaminació emesa per la ciutat de Bangui i la toxicitat per plom provinent dels olis dels cotxes i el trànsit de vaixells. Tot i que encara hi són en gran nombre, la mida general de totes dues espècies és cada vegada més petita.